# Gare de l’Aiguille
Gare de l'Aiguille vasútállomás Franciaországban, Bosmie-l'Aiguille településen.

## Vasútvonalak
Az állomást az alábbi vasútvonalak érintik:
- Limoges-Bénédictins–Périgueux-vasútvonal

## Kapcsolódó állomások
A vasútállomáshoz az alábbi állomások vannak a legközelebb:
- Gare de Limoges-Bénédictins
- Gare de Nexon